# Megalithanlagen von Aghnaskeagh
Zu den Megalithanlagen von Aghnaskeagh (irisch Áth na Sceach, deutsch „Weißdornfurt“) zählen neben kleineren, weniger bedeutenden Anlagen, hauptsächlich ein Portal Tomb, ein Court Tomb und mehrere Steinkisten. Das Townland Aghnaskeagh liegt im County Louth in Irland etwa 10 km nördlich von Dundalk. Die Anlagen sind Nationalmonumente.

## Das Portal Tomb
Lage: 54° 3′ 40,6″ N, 6° 21′ 28,6″ W
Das Portal Tomb von Aghnaskeagh, dessen Deckstein fehlt, liegt umgeben von Trockenmauerwerk. Erhalten sind die beiden 2,7 Meter hohen Portalsteine und der Endstein am östlichen Ende des aus großen Steinen gebildeten und teilweise erhaltenen ovalen Steinhügel.

## Das Court Tomb
Lage: 54° 3′ 39,2″ N, 6° 21′ 27,9″ W

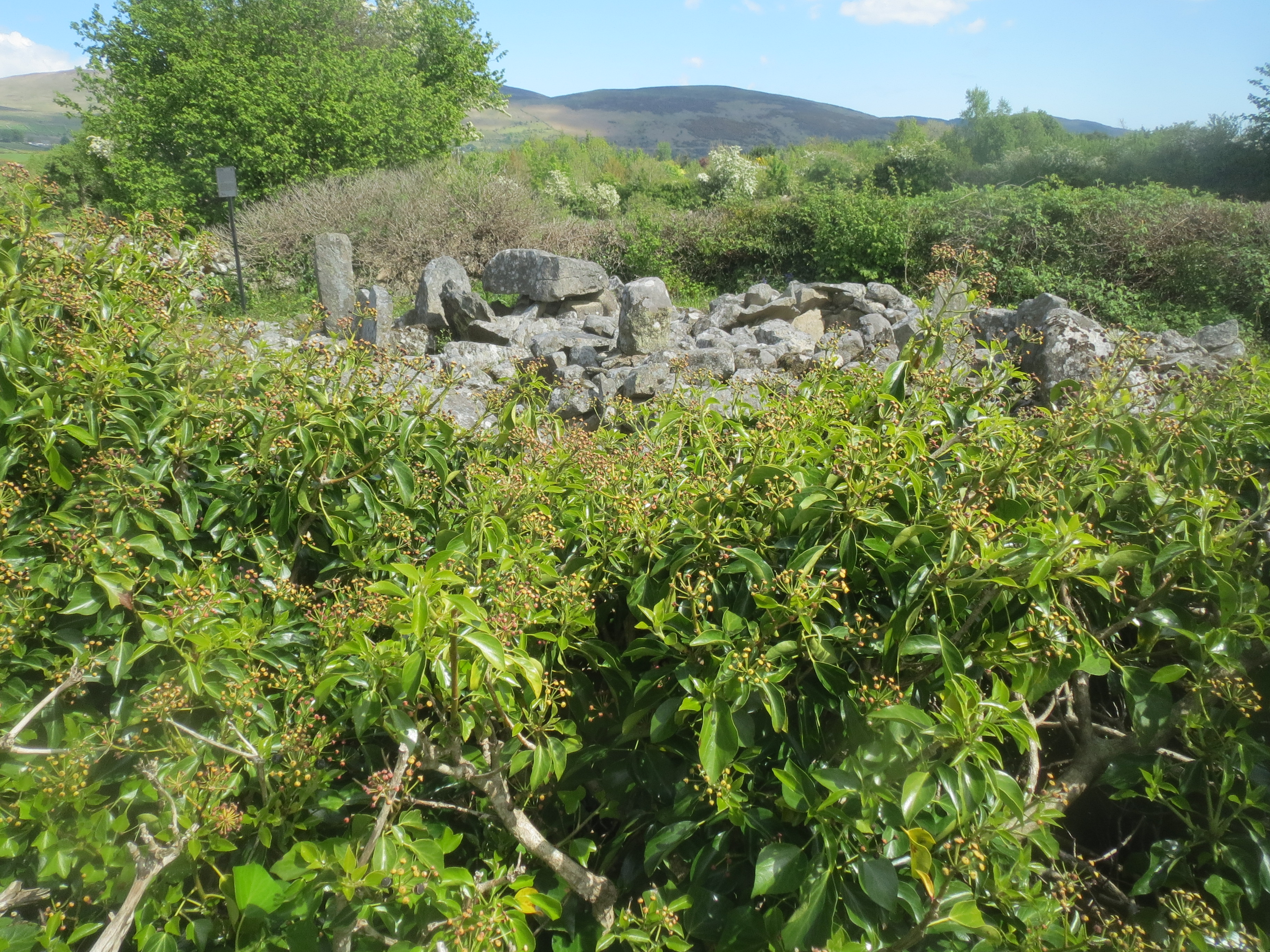
Aghnaskeagh Court Tomb

Nur etwa 40,0 m südlich liegen in einem ovalen Steinhügelrest vier weitgehend erhaltene Kammern (zwei im Osten und zwei im Westen). Der Archäologe E. E. Evans entdeckte in dem etwa 15,0 m langen und von 8,0 m im Süden auf 6,0 m schmaler werdenden 1935 ausgegrabenen Steinhaufen neben steinzeitlicher Keramik Werkzeuge aus Feuerstein, darunter zwei Hohlschaber, sowie verbrannte Knochen. Die Kammern sind vergleichbar mit denen von Court Tombs, damit ist das Denkmal dieser Klasse zuzuordnen. Court Tombs gehören zu den megalithischen Kammergräbern (englisch chambered tombs) in Irland und Großbritannien. Sie werden mit etwa 400 Exemplaren nahezu ausschließlich in Ulster im Norden der Republik Irland beziehungsweise in Nordirland gefunden. Der Begriff Court Tomb wurde 1960 von dem irischen Archäologen Ruaidhrí de Valera eingeführt.

## Die Steinkisten
Weiterhin wurden in der Anlage sechs bronzezeitliche Steinkisten gefunden. Sie wurden Brandbestattungen sowie spätsteinzeitliche-frühbronzezeitliche Töpferware und eine Glasperle gefunden. Am Westende hat sich eine frühbronzezeitliche (etwa 1500 v. Chr.) Bestattung erhalten und einige Jahrhunderte später wurde neben dem Nordende des Steinhügels ein Brennofen angelegt.